# Rolls-Royce Trent 900
El Rolls-Royce Trent 900 es un motor turbofán desarrollado del RB.211 y es uno más de la familia de motores Trent.

## Diseño y desarrollo
A comienzos de los 90, Airbus comenzó a diseñar un avión que sucediese y fuese más grande que el Boeing 747, un avión designado como A3XX, que fue más tarde formalmente presentado como A380. En 1996, el avión se vio vinculado a Rolls-Royce cuando decidió anunciar que estaba desarrollando el Trent 900 para motorizar el A380. En octubre de 2000, el Trent 900 se convirtió en el motor de lanzamiento del A380 cuando Singapore Airlines eligió este motor para su pedido de diez A380; que fue rápidamente seguido por Qantas en febrero de 2001.
Rolls-Royce cuenta con siete compañías de inversiones de alto riesgo para el Trent 900: Industria de Turbo Propulsores (turbina de baja presión), Hamilton Sundstrand (controles electrónicos de motor), Avio S.p.A. (módulo de la caja de engranajes), Marubeni Corporation (componentes de motor), Volvo Aero (cavidad del compresor intermedio), Goodrich Corporation (elementos de fan y sensores) y Honeywell (sistemas neumáticos). Además, Samsung Techwin, Kawasaki Heavy Industries y Ishikawajima-Harima Heavy Industries (IHI) son empresas asociadas al programa.
El Trent 900 efectuó su vuelo de prueba el 17 de mayo de 2004 en un Airbus A340-300, reemplazando al motor CFM56-5 habitual, y su certificación final fue otorgada por la EASA el 29 de octubre de 2004 y por la FAA el 4 de diciembre de 2006. Rolls-Royce anunció en octubre de 2007 que la producción del Trent 900 había sido retomada tras doce meses de suspensión causada por los retrasos del A380.
El 27 de septiembre de 2007, British Airways anunció la elección del Trent 900 para motorizar doce A380, ayudando a que dicho motor alcanzase el 52% del mercado a finales de febrero de 2009.
La familia Trent 900 motoriza el Airbus A380. Posee dos rangos de empuje, 70.000 lbf y 76.000 lbf pero es capaz de proporcionar hasta 84.000 lbf. Presenta un gran número de tecnologías adquiridas del demostrador 8104 incluyendo su fan de 2,95 metros de diámetro que proporciona un mayor empuje para el mismo tamaño de motor, y es también un quince por ciento más ligero que los motores previos. Es así mismo el primer miembro de la familia Trent en presentar un engranaje de alta presión de contrarrotación y utiliza el núcleo del Trent 500. Es el único motor del A380 que puede ser transportado en el Boeing 747 freighter.
Al igual que muchos miembros de la familia Trent está controlado por FADECs Goodrich, los controles de motor del Trent 900 están proporcionados por Hamilton Sundstrand, una compañía de United Technologies (UTC). UTC es también la compañía asociada de Pratt & Whitney, quien, con GE Aircraft Engines, se alió para producir el Engine Alliance GP7000, el otro motor disponible para el A380. Este tipo de cooperación entre competidores prevalece en el mercado de motores permitiendo así repartir el riesgo y el origen de los motores, un factor significativo en la elección de motor de las compañías.
El Trent 900 es el primer motor Trent dotado del sistema avanzado Engine Health Monitoring (EHM) basado en QUICK TechnologyTM.

## Aplicaciones
- Airbus A380.

## Especificaciones (Trent 900)
- tipo = Motor turbofán de ratio de paso alto (8.7-8.5)
- longitud = 4,55 m
- diámetro = 2,94 m
- peso = 6.271 kg
- compresor = Compresor de presión intermedia de ocho etapas, compresor de seis etapas de alta presión.
- turbina = Turbina de alta presión de una sola etapa, turbina de presión intermedia de una etapa, turbina de baja presión de cinco etapas.
- compresión = 37-39
- empuje/peso = 4,93-5,63 (asumiendo 14.190 libras de peso del motor y certificado como 70.000-80.000 lbf de empuje).